# Vinnetou (kniha)

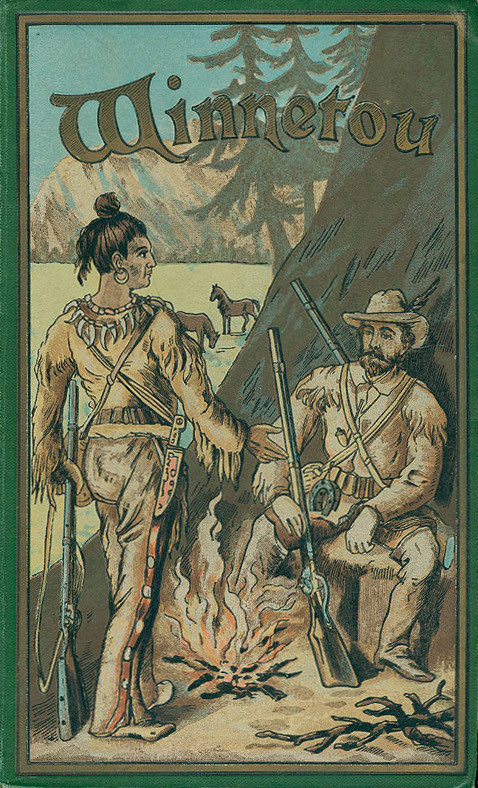
Winnetou, vydání z roku 1893

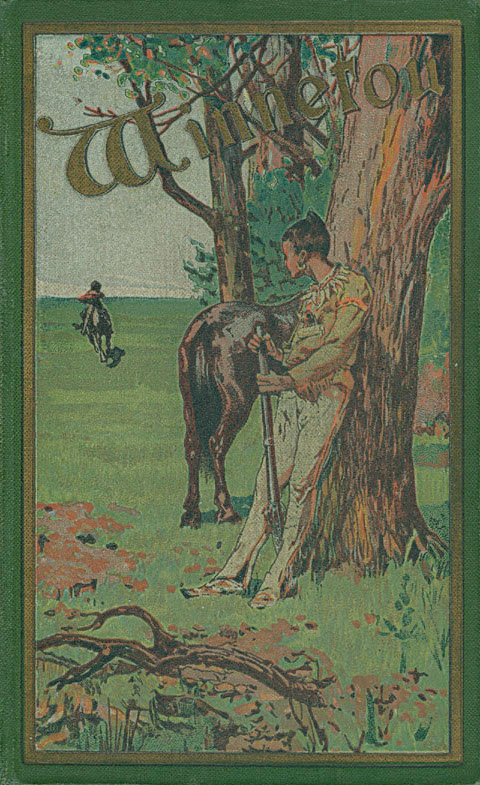
Winnetou, vydání z roku 1898

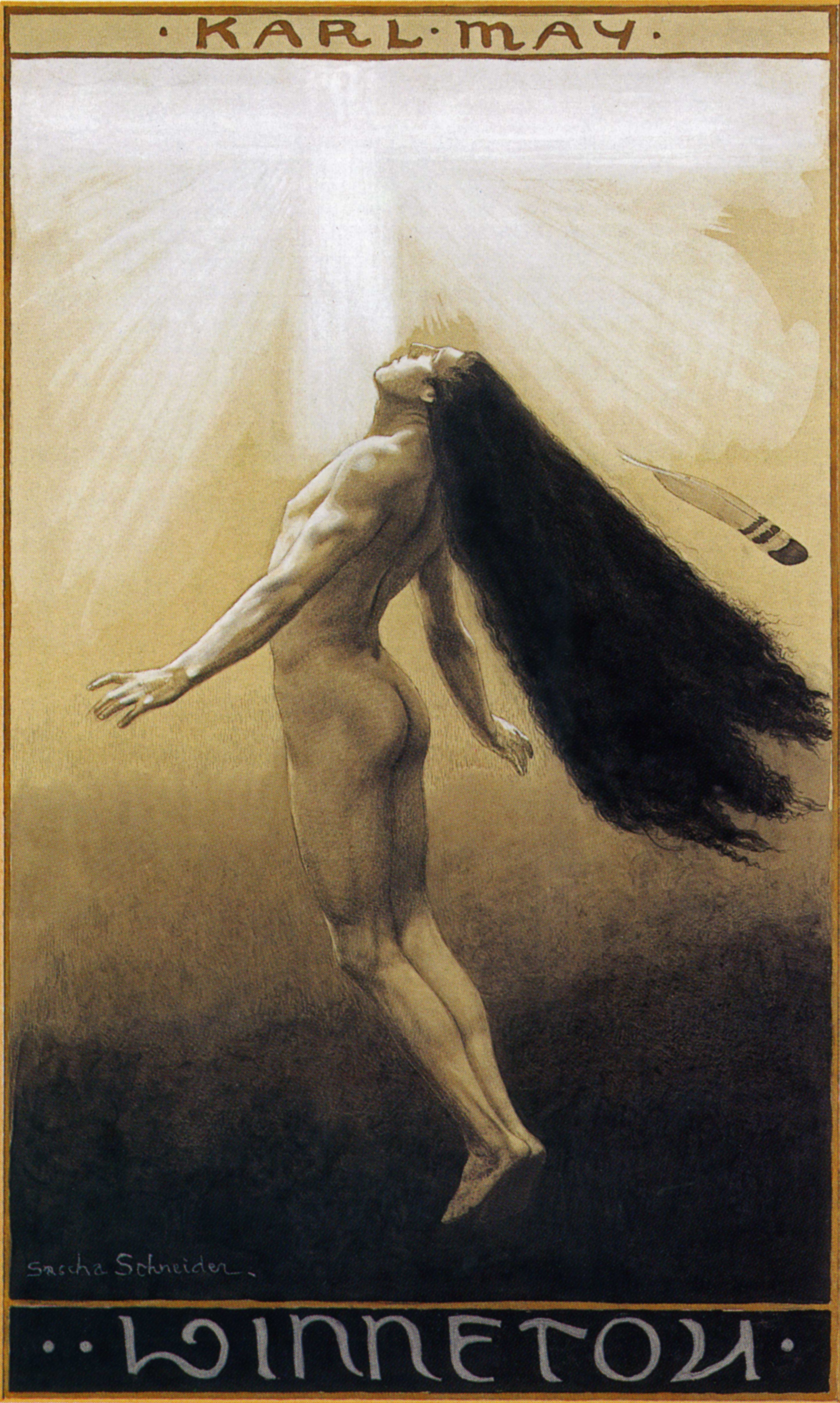
Vazba třetího dílu románu s kresbou od Saschy Schenidera z roku 1904.

Vinnetou (Winnetou, der Rote Gentleman) je čtyřdílný dobrodružný román německého spisovatele Karla Maye. Jde o nejznámější autorovo dílo, ve skutečnosti to však není román v pravém slova smyslu s pevně koncipovaným dějem. První tři díly jsou vlastně růžencem pěti novel, které vznikaly více než sedmnáct let a které Karel May pro první knižní vydání roku 1893 volně pospojoval v jeden celek. Čtvrtý díl pak autor dopsal po sedmnácti letech.

## Vznik a vývoj románu
První tři díly románu obsahují tyto novely:
- I. díl: Greenhorn,
- II. díl: Scout, Old Firehand,
- III. díl: Smrtící prach, Na Západě.

Nejdříve vznikla novela Old Firehand (1875), později jako Im fernen Westen (1879, Na dálném Západě), což je také vůbec první Mayovo dílo, ve kterém se objevuje postava apačského náčelníka Vinnetoua. Tato novela se v dosti přepracované podobě stala podstatnou částí druhého dílu románu. Následovaly příběhy Smrtící prach (1880, Tödlicher Staub, později Deadly Dust), Na Západě, resp. Na divokém Západě (1883, Im wilden Westen) a Scout (1888, Der Scout). Celý první díl (Ein Greenhorn) a závěrečné kapitoly třetího dílu napsal Karel May až pro knižní vydání v roce 1893 v nakladatelství Friedrich Ernst Fehsenfeld ve Freiburgu.
V letech 1909-1910 se Karel May k románu vrátil a napsal jeho čtvrtý díl, který se odehrává zhruba třicet let po Vinnetouově smrti. Díl vycházel nejprve na pokračování v Augsburger Volkszeitung a knižně vyšel roku 1910 jako třicátý třetí svazek Mayových spisů, rovněž v nakladatelství Friedrich Ernst Fehsenfeld.
Jak uvidíme dále, novely Scout a Smrtící prach s hlavním dějem příběhu příliš nesouvisí. To vede některé německé vydavatele k tomu, že tyto části vynechávají a vydávají Vinnetoua jen ve dvou dílech. Tato praxe se objevila i u nás – viz přehled českých vydání.
Nakladatelství Karl-May-Verlag vydává román v rámci Sebraných spisů Karla Maye ve čtyřech dílech. První tři díly pod pořadovými čísly sedm až devět a čtvrtý díl pod názvem Winnetous Erben (Vinetouovi dědicové) jako svazek číslo třicet tři.

## Obsah románu

### I. díl
Nejprve jsme svědky prvních kroků budoucího Old Shatterhanda v Americe, kde působí v St. Louis jako učitel v jedné německé rodině. Vybaven medvědobijkou puškaře Henryho, odjíždí však mladík brzy jako zeměměřič na divoký západ v doprovodu Sama Hawkense a jeho kamarádů Dicka Stona a Willyho Parkera vytyčit trasu vlaku. Ta však vede přes území Apačů, což je zdroj budoucího tragického konfliktu. Brzy získává své bojové jméno, když pěstí skolí opilce Rattlera.
Apačové přicházejí jednat se zeměměřiči o ukončení prací. V indiánské delegaci je apačský náčelník Inču-čuna, jeho syn Vinnetou a „bílý otec Apačů“ Klekí-petra. Ten je zastřelen opilým Rattlerem, když skočí do rány určené Vinnetouovi. Zbylí Apačové urychleně opustí tábor a zeměměřičů se zmocní obavy z pomsty.
Zeměměřiči se spojí proti očekávanému útoku Apačů s Kiowy, které vede náčelník Tangua. Pomsta Apačů nedá na sebe dlouho čekat. Nejprve však padnou do léčky, kterou jim připravil traper Sam Hawkens za asistence Kiowů. Inču-čuna a Vinnetou jsou zajati a střeženi Kiowy. Old Shatterhandovi se podaří oba – bez toho, aby věděli, komu poděkovat – tajně vysvobodit, předtím ale odřízne Vinnetouovi pramínek vlasů. V odvetném útoku nově zformovaných Apačů jsou Kiowové zajati a zeměměřiči, až na Rattlera, Sama Hawkense, Dicka Stona, Willa Parkera a Old Shatterhanda, pobiti. Vinnetou bodne v osobním souboji Old Shatterhanda nožem do tváře a jazyka.
Old Shatterhand potyčku málem nepřežije, ale je dopraven do puebla Apačů, kde se pomalu zotavuje, aby vydržel mučení u mučednického kůlu. Ošetřuje jej Vinnetouova sestra Nšo-či (Krásný den). Apačové rozhodnou, že bude s Inču-čunou bojovat o svobodu svoji a svých druhů. V tomto boji Old Shatterhand zvítězí, poté podstoupí souboj s Tanguou a prostřelí mu obě kolena. Rattlera plánují Apači mučit přivázaného k rakvi jeho oběti, Klekí-petry, ale projeví se jako zbabělec a je zastřelen. Old Shatterhand prokáže pramínkem Vinnetouových vlasů, že jej skutečně osvobodil a z obou se stanou pokrevní bratři, jak si již přál umírající Klekí-petra.
Nšo-či se zamiluje do Old Shatterhanda a chce kvůli němu jet na východ a učit se zvyky bělochů. Při vybírání zlata na hoře Nugget-tsil, kterým chce Nšo-či zaplatit své vzdělání, jsou Inču-čuna a Nšo-či zavražděni bělochem Santerem (hlavním padouchem celého cyklu). Tomu se za pomoci Kiowů podaří prchnout. Dočasně do zajetí padne Sam Hawkens, ale je vyměněn za Pidu, syna Tanguy. Z Pidy se stane Old Shatterhandův přítel. Vinnetou pohřbí své příbuzné a vydává se po Santerově stopě.

### II. díl
V první části II. dílu (novela Scout) dostane Old Shatterhand zaplaceno za vyměřování. Chce odplout domů, ale loď ztroskotá. Dostane se do New Yorku, kde si přivydělává jako detektiv. Bankéř Ohlert ho požádá o pomoc při hledání svého syna Williama, kterého unesl podvodník Gibson. Při pátrání se Old Shatterhand dostane do New Orleansu, kde se seznamuje se starým scoutem jménem Old Death, což znamená Stará smrtka (toto jméno dostal scout díky své vychrtlé postavě) a později se s ním účastní boje s členy Ku-klux-klanu.
Gibsonova stopa vede do Mexika do tábora Komančů, kde se Gibson s mladým Ohlertem skrývá. Dochází k indiánské válce mezi Komanči a Apači, vedenými Vinnetouem. Komančové se dostávají do pasti, ale odmítají se vzdát. Proto jsou pobiti. Gibson ale uprchne a chce se zmocnit bonanzy, mezi jejímiž obránci je i dlouho hledaný Old Deathův bratr. Old Death chce obránce varovat, ale ti jej omylem zastřelí. Gibson však padne také a mladý Ohlert je osvobozen.
Děj druhé části druhého dílu (novela Old Firehand) začíná Old Shatterhandovou cestou z Mexika, na které se seznámí s Angličanem Emerym Bothwellem. Oba se spřátelí a smluví si schůzku v Alžíru. V St. Louis získá Old Shatterhand od puškaře Henryho dvacetipětirannou opakovačku henryovku a odjíždí do Afriky za Bothwellem (viz povídka Gum). Za půl roku se navrací do Spojených států, navštíví Vinnetoua a dostává od něj koně Hatátitlu.
Na další cestě poznává Old Shatterhand mladíka Harryho. Společně dojedou do petrolejového vrtu, který se jmenuje New Venango. Zde vypukne strašlivý požár. Hatátitlá odnese Old Shatterhanda i Harryho do bezpečí. Na další cestě se potká s Vinnetouem, Samem Hawkensem, Dickem Stonem, Willem Parkerem a seznámí se s Old Firehandem a jeho synem, což není nikdo jiný než mladík Harry. Old Firehand je slavný zálesák, jehož jméno znamená Ohnivá ruka. Je to Vinnetouův přítel, a ač mnohem starší, také bývalý sok v lásce. Oba se zamilovali do Ribanny z kmene Assiniboinů a ta si vyvolila za muže právě tohoto bílého lovce a ne Vinnetoua. Ribanna je však zavražděna bílým padouchem Parranohem, což oba muže spojuje ke společné pomstě. Z Parranoha se mezitím stal bílý náčelník indiánského kmene Ponců. Dojde k boji, ve kterém je Old Firehand těžce zraněn, ale Poncové jsou rozprášení a Parranoh zabit.
Old Shatterhand s Vinnetouem hledají pedlara (obchodníka), aby odprodali Firehandovy kožešiny. Jsou však pedlarem, za kterého se vydává padouch Santer, nalákáni do pasti a zajati. Dokážou se osvobodit, ale Santera se jim lapit nepodaří. Vinnetou se jej vydává stíhat a Old Shatterhand se vrací k Old Firehandovi.

### III. díl
Na začátku první části třetího dílu (novela Smrtící prach) se Old Shatterhand seznámí se staříkem Sans-earem, kterému kdysi indiáni uřízli uši. Sans-ear jde po stopě vrahů své rodiny, přičemž každý dopadený vrah znamená jeden zářez na pažbě jeho pušky. Zbývají poslední dva, a ty mu Old Shatterhand společně s Vinnetouem pomohou dopadnout. Smrtícím prachem je myšleno zlato, pro které se bílí vrahové neštítí ničeho, ale na konci příběhu jsou po zásluze potrestáni.
Druhá část třetího dílu (novela Na Západě) popisuje Vinnetouovu smrt na hoře Hancock kdesi ve Wyomingu. Vinnetou se společně s Old Shatterhandem snaží zachránit skupinu bílých zajatců, které chce povraždit kmen Ogallalů. Před útokem se Vinnetou svěřuje svému pokrevnímu bratrovi s předtuchou své smrti. V boji je Vinnetou skutečně těžce zraněn kulkou vystřelenou rukou Indiána a na následky zranění umírá. Z jeho posledních slov je zřejmé, že se vlastně stal křesťanem, když ve své mysli ztotožnil indiánského boha Manitoua s křesťanským bohem.
Po Vinnetouově smrti se Old Shatterhand vydává na Nugget-tsil najít Vinnetouovu závěť. Té se však s pomocí Kiowů a náčelníka Tanguy zmocní Santer dychtící po apačském zlatě. Santer závěť zničí, ale vlastní chtivostí se zahubí (odpálí příliš silnou nálož, která mu má otevřít cestu k pokladu).

### IV. díl
Píše se rok 1908 a od Vinnetouovy smrti uběhlo třicet let. Karel May dostává do svého domu „Villa Shatterhand“ v Radebeulu u Drážďan celou řadu dopisů, které ho zvou do Ameriky. Některé jsou od přátel (např. od Šošona Žlutého jelena, kterého zná z příběhu Vánoce), některé od nepřátel (např. od náčelníka Kiowů Tanguy). May vyráží se svou ženou Klárou do Spojených států. U Niagarských vodopádů potkávají dva Santerovy syny, kteří se snaží zjistit, kde se nalézá Nugget-tsil.
Při další cestě náš hrdina, nyní již opět Old Shatterhand, naráží na některé své staré známé, např. Dicka Hammerdulla a Pitta Holberse. S nimi pokračuje dále přes Ďáblovu kazatelnu a Mannitouovo ucho až na Nugget-tsil, kde vykopávají zbytek Vinnetouovy závěti.
Kiowové, Komančové, Utahové a Siouxové chtějí přepadnout shromáždění u Mount Vinnetou, kde chtějí synové zálesáka Old Surehanda a jeho bratra Apanačky postavit Vinnetouovu sochu. Ta se při přepadení zřítí a uvězní některé indiány (např. Tanguova syna Pidu) v hoře. Old Shatterhand jim pomůže a s Tanguou se smíří. Stejně tak jsou usmířeny všechny ostatní ještě živé konflikty. Vinnetou se stává symbolem míru, lásky a bratrství mezi lidmi.

## Česká vydání
První dvě česká vydání románu z roku 1901 a 1908 (tři díly v překladu Oskara Flögla a s ilustracemi Josefa Ulricha) jsou od nakladatele Josefa R. Vilímka z Prahy. Následuje třídílný Winnetou od dalšího pražského nakladatele Josefa Šeby z roku 1922 a 1927 v překladu D. Jama (pseudonym Jaroslava Moravce) opět s ilustracemi Josefa Ulricha. V roce 1922 vydal Šeba i čtvrtý díl románu pod názvem Závěť Winnetouova (překlad Jaromír Vávra, ilustrace Karel Šimůnek).
Nejznámější předválečná vydání jsou z nakladatelství Toužimský a Moravec. Zde vyšel román (vždy v překladu Oskara Flögla) celkem třikrát, a to v letech 1930-1932 v rámci tzv. Malé řady knih Karla Maye a v letech 1939-1940 a 1943-1944 v rámci tzv. Velké řady. Každé vydání bylo rozděleno do pěti dílů:
- Indiánské léto (1930, 1939, 1943),
- Rudý gentleman (1930, 1939, 1943),
- Na válečné stezce (1930, 1939, 1943),
- Do věčných lovišť (1931 jako Soumrak indiánů, 1939, 1943),
- Vinnetouův odkaz (1932, 1940, 1944),

První vydání v tomto nakladatelství ilustroval Josef Ulrich (v prvním díle jsou také ilustrace od Zdeňka Buriana, v pátém od Věnceslava Černého), další dvě Zdeněk Burian a Claus Bergen (v pátém díle jsou také ilustrace od Saschy Schneidera).
Po roce 1945 u nás díla Karla Maye z politických důvodů dlouho nevycházela. Nejprve komunisté povolili v roce 1958 vydání Syna lovce medvědů a následně v roce 1959 Ducha Llana Estacada. Na Vinnetoua si však čeští čtenáři museli ještě dalších šest let počkat. Díky obrovské popularitě zfilmovaných mayovek (Poklad na Stříbrném jezeře z roku 1962 a první dva díly Vinnetoua z roku 1963 a 1964) začal nejprve roku 1965 vycházet v časopise ABC na pokračování krátký výtah z románu pod názvem Na válečné stezce a konečně na Vánoce tohoto roku umožnili komunističtí cenzoři (po více než dvaceti letech) další knižní vydání. Román vydalo roku 1965 tehdejší Státní nakladatelství dětské knihy (SNDK) v Praze ve třech dílech jako osmdesátý pátý svazek své edice Knihy odvahy a dobrodružství v překladu Vítězslava Kocourka a s ilustracemi Zdeňka Buriana. V tomto nakladatelství vyšel román ve stejném překladu a se stejnými ilustracemi ještě dvakrát, v roce 1967 a 1968. Tato vydání obsahovala první tři díly románu, čtvrtý díl byl pro komunisty stále ještě nestravitelným soustem. Proto povolili roku 1970 vydat na pokračování v časopise Ohníček pouze jeho podstatně vykrácenou verzi pod názvem Na hoře Vinnetouově.
I dalších vydání se ujalo SNDK, ale již po svém přejmenování na Albatros. Vydání z roku 1976 a 1987 v novém překladu Emanuela a Taťány Tilschových (opět s ilustracemi Zdeňka Buriana) jsou však pouze dvoudílná (vynechány jsou novely Scout a Smrtící prach, které podle názorů některých editorů nesouvisí s hlavní dějovou linií románu). V této zkrácené verzi vydalo knihu ještě roku 1990 nakladatelství Kentaur, tentokrát s ilustracemi Pavla Žiláka, a roku 2014 nakladatelství Naše vojsko.
Po roce 1989 byl nejprve nakladateli utišen hlad po čtvrté části románu, která česky nevyšla čtyřicet šest let. Již roku 1990 jí jako první vydalo plzeňské nakladatelství Laser pod názvem Vinnetouova závěť, v roce 1992 nakladatelství GABI z Českého Těšína jako Závěť Vinnetoua (ilustroval Adam Glajc) a konečně v tom samém roce nakladatelství Olympia pod názvem Vinnetouovi dědicové (v překladu Jiřího Stacha a s ilustracemi Gustava Kruma).
Další vydání Vinnetoua jsou spojena s brněnským nakladatelstvím Návrat. To vydalo kompletní román (včetně čtvrté části) zatím dvakrát, vždy v upraveném překladu Oskara Flögla. Vydání z let 1993-1994 s ilustracemi Zdeňka Buriana je rozděleno po vzoru Toužimského a Moravce do pěti dílů (Indiánské léto, 1993, Rudý gentleman, 1993, Na válečné stezce, 1994, Do věčných lovišť, 1994 a Vinnetouův odkaz, 1994). Vydání z let 1997-1999, patřící do projektu Souborné vydání díla Karla Maye, s ilustracemi Josefa Pospíchala) je rozděleno do sedmi svazků (na konci sedmého dílu je připojena povídka Petrolejový požár).
Podivné a neúplné je vydání z nakladatelství Levné knihy KMa. To v roce 2000 nejprve vydalo tři díly v rozdělení dle Toužimského a Moravce, tj. svazky Indiánské léto, Rudý gentleman a Na válečné stezce. V roce 2001 k nim přidalo čtvrtý díl s názvem Smrtící prach, ve kterém však již chybí Vinnetouova smrt. O dalším (pátém) díle není nic zjištěno a s největší pravděpodobností nevyšel.
Další vydání je ze znovuobnoveného nakladatelství Toužimský a Moravec, kde vyšel Vinnetou ve třech svazcích (tedy bez čtvrtého dílu) v letech 2006 až 2007 a znovu 2014 až 2015 v překladu Oskara Flögla a s ilustracemi Zdeňka Buriana. Jednotlivé díly, které svým obsahem odpovídají originálnímu autorovu rozdělení, mají názvy Indiánské léto (2006 a 2014), Na válečné stezce (2007 a 2015), a Do věčných lovišť (2007a 2015).
V letech 2014-2018 vydalo román ve třech dílech opět nakladatelství Albatros v překladu Vítězslava Kocourka s úplným ilustračním doprovodem Zdeňka Buriana. První díl vyšel s názvem Vinnetou a roku 2018 vyšel druhý a třetí díl s názvy Vinnetou – Rudý gentleman a Vinnetou – Poslední výstřel. Ještě roku 2018 vydalo toto nakladatelství v rámci edice Knihy odvahy a dobrodružství (KOD) sběratelské vydání tohoto titulu v limitované edici šedesáti kusů, opět s úplným ilustračním doprovodem Zdeňka Buriana. Je ale zajímavé, že Albatros nepovažuje toto vydání v rámci edice KOD za oficiální, protože v dalším sběratelském, tentokrát čtyřdílném, vydání z let 2023-2025 se stejnými názvy prvních tří dílů dílů a se čtvrtým dílem pod názvem Vinnetouův odkaz (v překladu Jiřího Stacha) a opět i s úplným ilustračním doprovodem Zdeňka Buriana je napsáno 1. vydání v této podobě (2. oficiální vydání v edici KOD).